# Cheirodendron platyphyllum
Cheirodendron platyphyllum, también conocido como lapalapa, es una especie de planta con flores de la familia del ginseng, Araliaceae, que es endémica de las islas de Oʻahu y Kauaʻi en Hawai. Es un árbol pequeño, que alcanza una altura de 8 m y un diámetro de tronco de 20 cm. La lapalapa habita en bosques húmedos y ciénagas a una altitud de entre 670 y 1.520 m.